# القابل الاسفل (الحيمة الخارجية)

تعديل مصدري - تعديل

القابل الاسفل هي إحدى قرى عزلة السدس بمديرية الحيمة الخارجية التابعة لمحافظة صنعاء، بلغ تعداد سكانها 87 نسمة حسب تعداد اليمن لعام 2004.